# Palazzo Ruffo di Bagnara (Neapel)

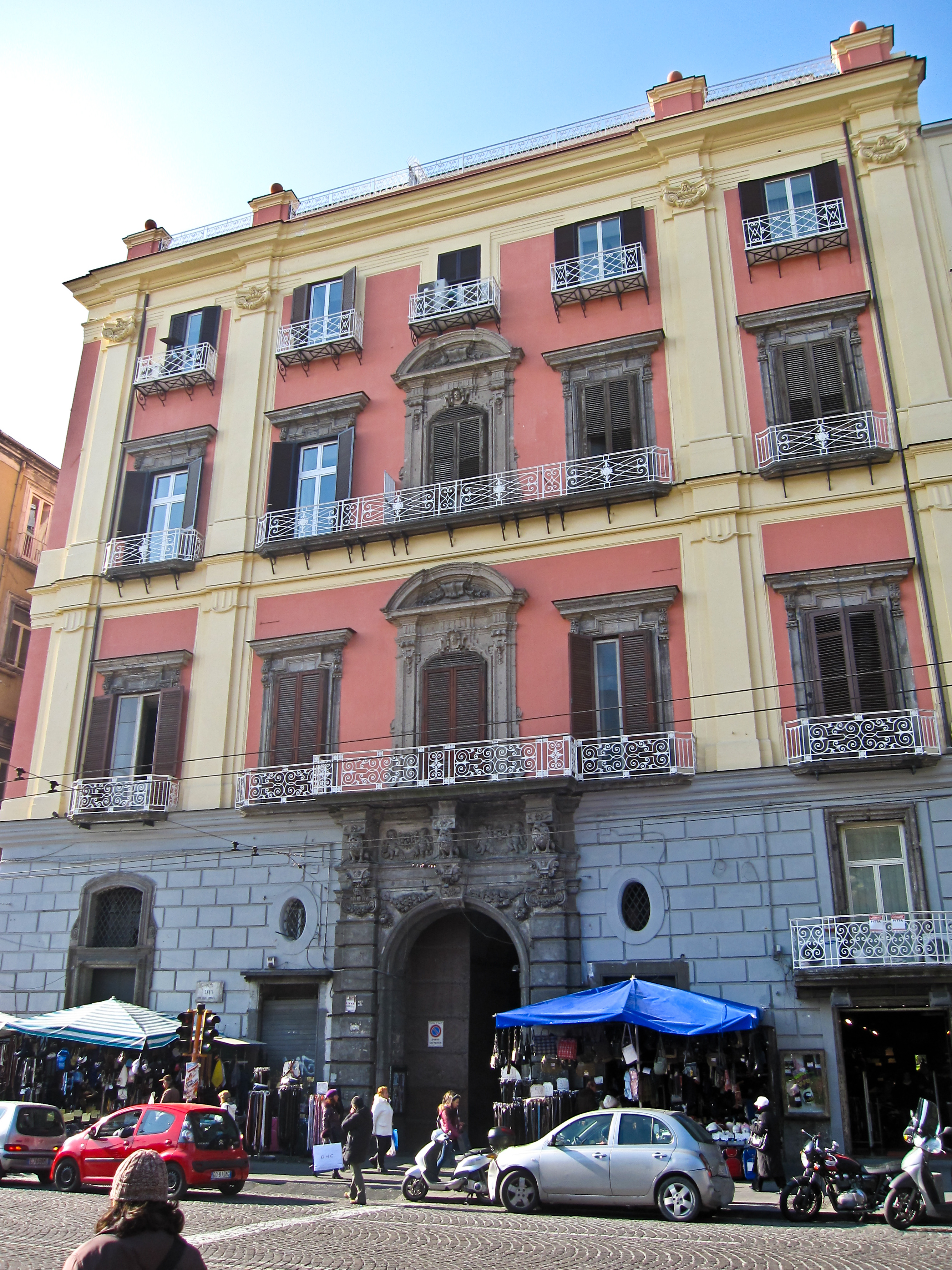
Palazzo Ruffo di Bagnara in Neapel

Der Palazzo Ruffo di Bagnara ist ein Palast aus dem 17. Jahrhundert im Viertel Avvocata in Neapel in der italienischen Region Kampanien. Er liegt an der Piazza Dante, 89.

## Geschichte
Der Palast wurde Anfang des 17. Jahrhunderts im Auftrag von Gian Battista de Angelis errichtet. Später erbte ihn dessen Sohn Francesco Antonio, der Berater des Vizekönigs Rodrigo Ponce de Leon, Herzog von Arcos, war und aus diesem Grunde wurde der Palast im Zuge des Aufstandes von Masaniello 1647 angegriffen und geplündert. Wenige Jahre später kaufte ihn Francesco Ruffo, Herzog von Bagnara, ein tapferer Krieger und Kapitän der Armata Navale Gerolosomitana. Dieser betraute Carlo Fontana mit dem Umbau und der Erweiterung des Palastes, die er mit der Beute aus einem Zusammenstoß mit sarazenischen Piraten bezahlte. In der ersten Hälfte des 19. Jahrhunderts wurde der Palast von Vincenzo Salomone im Auftrag des 12. Herzogs von Bagnara, Vincenzo Ruffo (1803–1880) restauriert.
Der Palast besitzt auf der linken Seite der Fassade eine Kapelle.
Im selben Jahrhundert lebte dort der Schriftsteller Basilio Puoti, der in der italienischen Literatur als herausragender Purist bekannt ist.

## Galeriebilder

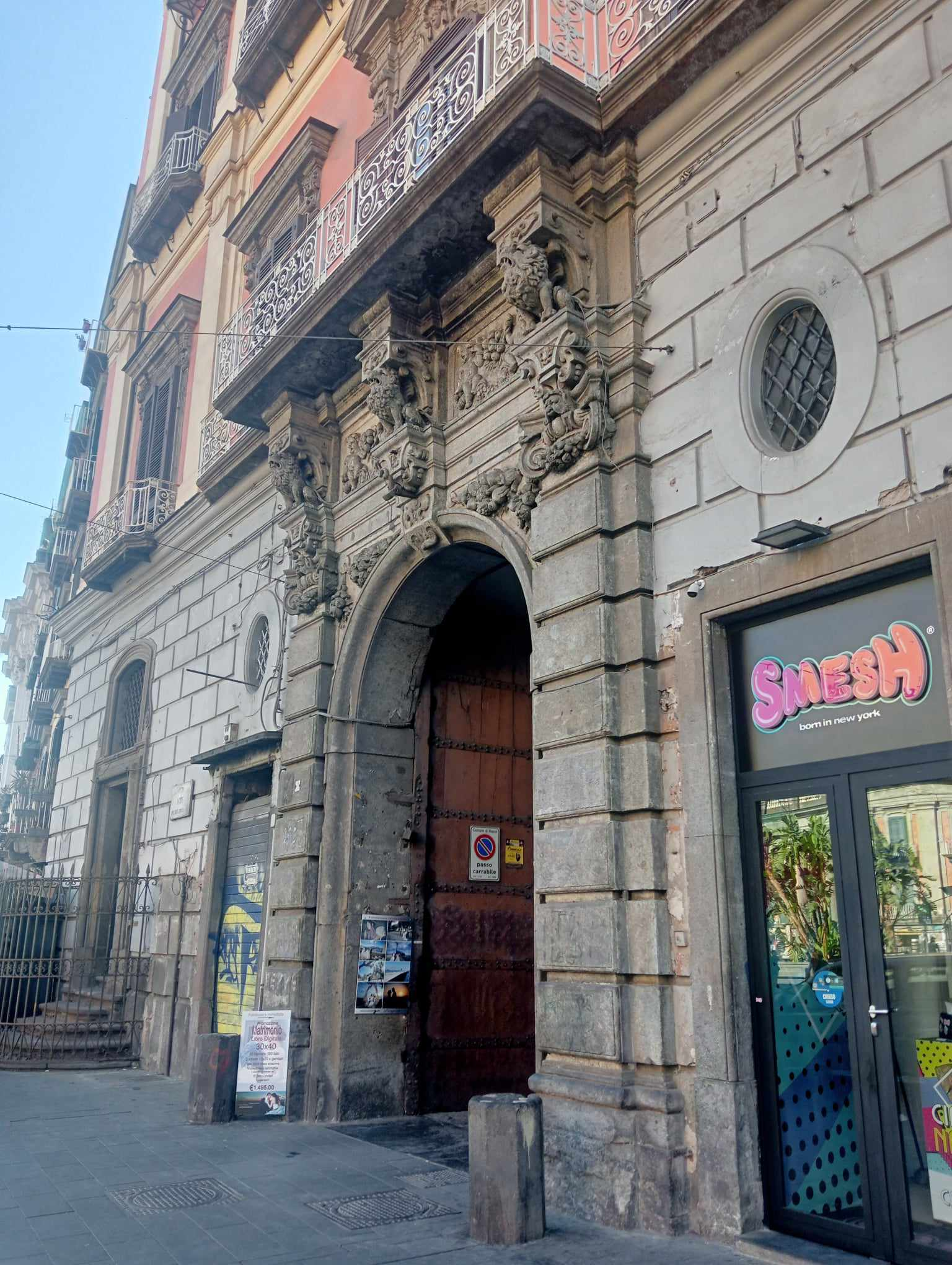
Das Barockportal
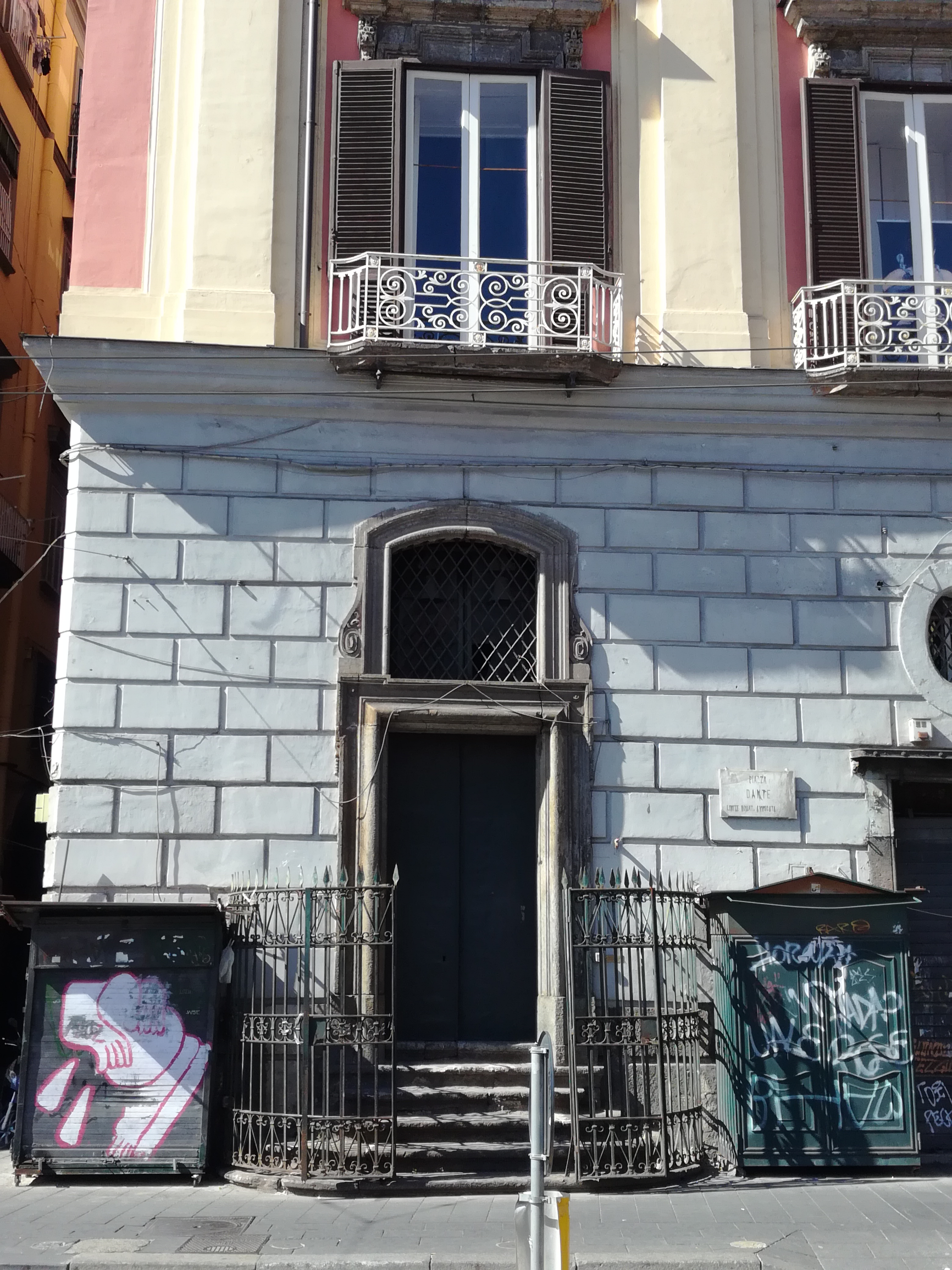
Die Kapelle des Palastes
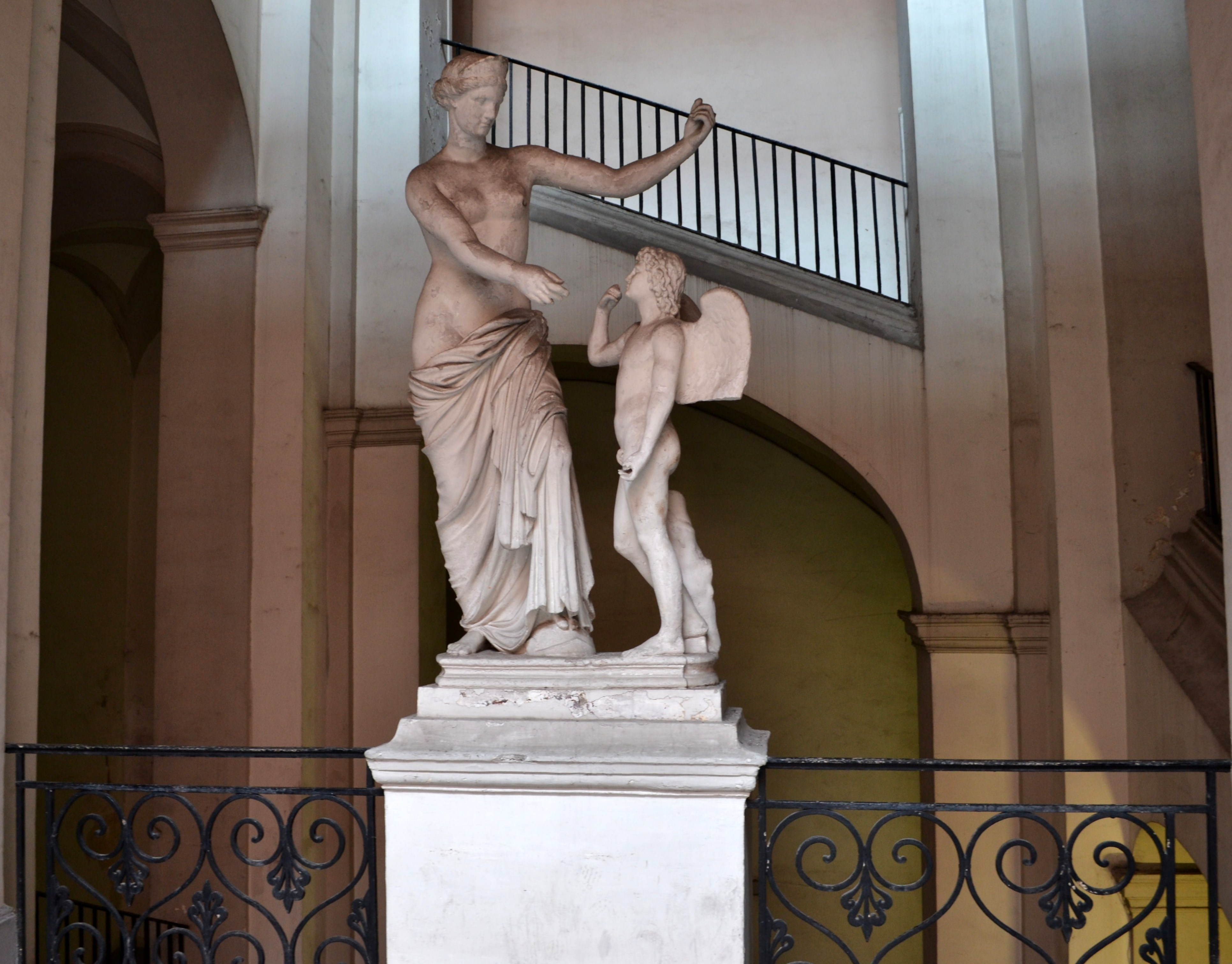
Figurengruppe an der Treppe